# Artur Klar

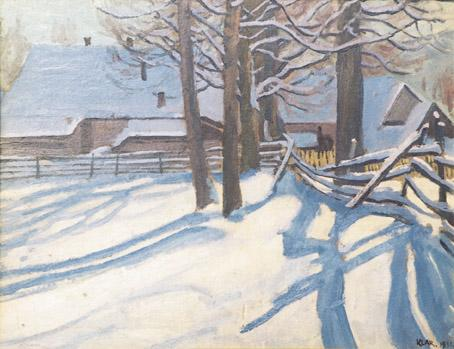
Zima na wsi (1931)

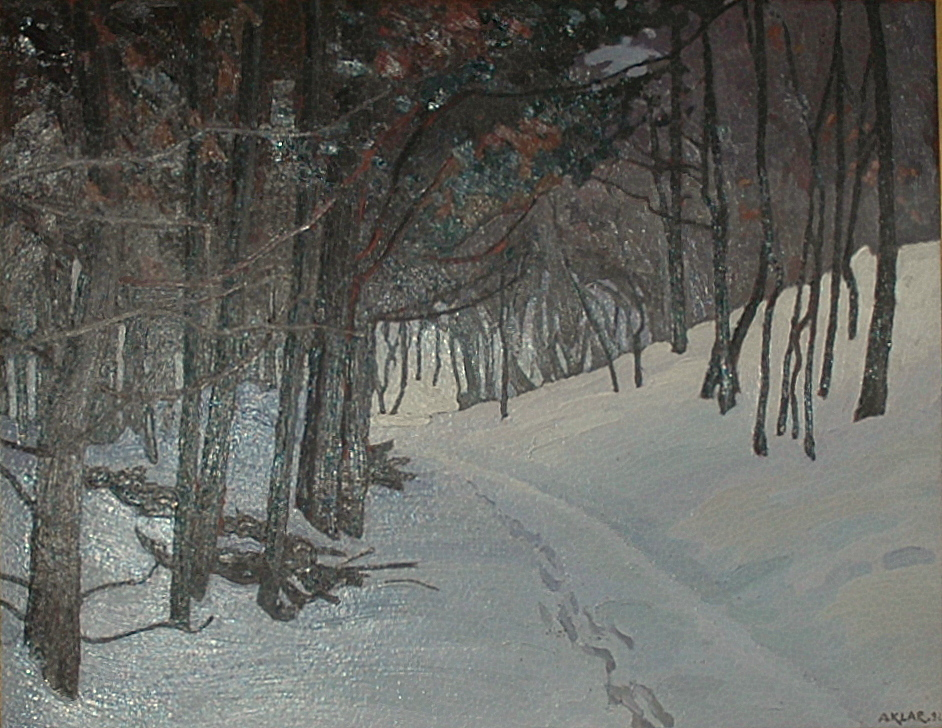
Cisza w lesie (1931)

Artur Klar (ur. 3 marca 1895 we Lwowie, zginął w obozie w Bełżcu w sierpniu 1942) – polski malarz pochodzenia żydowskiego.
W 1915 rozpoczął studia na krakowskiej Akademii Sztuk Pięknych w pracowni Stanisława Kamockiego, ale po roku je przerwał. Powrócił na uczelnię w 1918 i studiował pod kierunkiem Wojciecha Weissa, dyplom złożył w 1923. Już w czasie studiów, w 1922 wystawiał swoje prace w rodzinnym mieście. W tym samym roku został członkiem Towarzystwa Przyjaciół Sztuk Pięknych, w 1926 wystawiał swoje prace na I wystawie Żydowskiego Koła Artystyczno-Literackiego. Od 1929 do 1933 przebywał we Francji oraz w Wiedniu. Był pejzażystą, indywidualne wystawy jego prac miały miejsce we Lwowie (1927, 1928, 1929, 1930, 1931, 1936). Po wkroczeniu do Lwowa armii niemieckiej znalazł się w getcie, zginął podczas jego likwidacji latem 1942 w obozie zagłady w Bełżcu.